# فك التقارن (علم الأدوية النفسية والعصبية)
في علم الأدوية النفسية والعصبية, يكون فك التقارن (أو الانفصال) هي عملية تحول مواضع / مجالات التواء المستقبل أو الربيطة-إلى حالة الانفصال أو تحركهم تحركات مخططة أو أن يصبحوا في حالة استبطان نتيجة تحمل العقار الحاصل من التعرض لفترة من الزمن لمادة أو سم ذات تأثير نفسي نشطة كعقار صيدلاني.